# Suecia-Finlandia

Suecia entre 1560 y 1809

Suecia-Finlandia (en finés: Ruotsi-Suomi, en sueco: Sverige-Finland) es un antiguo término historiográfico finlandés que se refiere al Reino de Suecia en el periodo que va desde la Unión de Kalmar a las guerras napoleónicas, que comprende desde el siglo XIV al siglo XVIII. En 1809 el reino se dividió y la mitad oriental se convirtió en el Gran Ducado de Finlandia, el cual formó parte del Imperio ruso. El término fue acuñado por los historiadores nacionalistas finlandeses durante la década de 1920, pero desde entonces ha sido eliminado de la historiografía profesional debido a su imprecisión. A veces todavía se utiliza en el habla cotidiana finlandesa.
Aunque el término es bastante didáctico, por ejemplo cuando se utiliza junto con los términos de Dinamarca-Noruega o Suecia-Noruega, es un error porque a partir de la Edad Media hasta 1809 lo que hoy es Finlandia era parte integrante del reino sueco. Durante ese periodo Finlandia fue considerada como una de las cuatro tierras suecas, llamándose entonces Österland. Se diferenciaba de Gotia y Sueonia, ya que en esas regiones el sueco era la lengua mayoritaria, pero no de Norrland pues en esta parte del reino el sueco no era la lengua más hablada, a excepción de algunas áreas a lo largo de la costa y entre la nobleza y las clases altas urbanas. Durante el periodo imperial, Suecia-Finlandia fue idéntica a la Suecia verdadera, mientras las posesiones de ultramar constituían los dominios de Suecia. Sin embargo, la distinción conceptual entre Suecia y Finlandia se hacía a veces ya durante el gobierno de Suecia. Por ejemplo, en algunos documentos del siglo XVI, Gustavo Vasa de vez en cuando utilizaba las frases las ciudades de Suecia y Finlandia y las ciudades de Finlandia y las ciudades de Suecia, lo que implica que las dos entidades no eran idénticas. En este contexto, "Finlandia", sin embargo generalmente se refiere a las provincias históricas de Finlandia genuina y Satakunta, no a Häme o Carelia.